# Hollies (musikalbum)
Hollies är ett studioalbum med den brittiska musikgruppen The Hollies, det tredje på skivbolaget Parlophone. Albumet släpptes 1 september 1965 och kallas ibland Hollies '65 för att skilja det från albumet från 1974 med samma namn. Ursprunglig utgavs albumet endast i mono, men återutgavs i stereo 1969 med namnet Reflection. Albumet utgavs i USA november 1965 med lite annorlunda låtlista under namnet Hear! Here!.

## Låtlista
Sida 1
1. "Very Last Day" (Noel Stookey, Peter Yarrow) – 2:58
2. "You Must Believe Me" (Curtis Mayfield) – 2:08
3. "Put Yourself in My Place" (L. Ransford) – 2:40
4. "Down the Line" (Roy Orbison) – 2:03
5. "That's My Desire" (Carroll Loveday, Helmy Kresa) – 2:27
6. "Too Many People" (L. Ransford) – 2:38

Sida 2
1. "Lawdy Miss Clawdy" (Lloyd Price) – 1:50
2. "When I Come Home to You" (L. Ransford) – 2:26
3. "Fortune Teller" (Naomi Neville) – 2:27
4. "So Lonely" (L. Ransford) – 2:36
5. "I've Been Wrong" (L. Ransford) – 1:56
6. "Mickey's Monkey" (Holland-Dozier-Holland) – 2:30

Låtar skrivna av Allan Clarke, Tony Hicks och Graham Nash krediterad (L. Ransford).

## Hear! Here!(USA-version)
Mer än ett år efter lanseringen av The Hollies' debutalbum i USA, inspirerades Imperial Records av framgångarna till Hollies-singeln "Look Through Any Window" och utgav albumet Hollies i en amerikansk version november 1965. Den amerikanska versionen, Hear! Here!, hade en lite annorlunda låtlista än den brittiska versionen.

### LåtlistaHear! Here!
Sida 1
1. "I'm Alive" (Clint Ballard, Jr.) – 2:23
2. "Very Last Day"
3. "You Must Believe Me"
4. "Put Yourself in My Place"
5. "Down the Line"
6. "That's My Desire"

Sida 2
1. "Look Through Any Window" (Graham Gouldman, Charles Silverman) – 2:16
2. "Lawdy Miss Clawdy"
3. "When I Come Home to You"
4. "So Lonely"
5. "I've Been Wrong"
6. "Too Many People"

## Medverkande
- Allan Clarke – sång, munspel
- Bobby Elliott – trummor
- Eric Haydock – basgitarr
- Tony Hicks – sologitarr, sång
- Graham Nash – rytmgitarr, sång